# Deia
Deia – wieś w Rumunii, w okręgu Suczawa, w gminie Frumosu. W 2011 roku liczyła 772 mieszkańców.